# Chiquillanes

Pueblos indígenas de Chile.

Los chiquillanes (o chiquiyanes) fueron un pueblo indígena nómada montañés que habitaba la zona central del actual territorio de Chile en la zona cordillerana, entre Los Andes y Chillán y en la provincia argentina de Mendoza. De cultura similar a la de los tehuelches y otros pueblos de las pampas, su subsistencia se basó en la caza de animales como los guanacos, ñandúes y pumas, entre otros. Vivían al norte de los pehuenches y entre los picunches y los huarpes. Se los supone parte de los puelches algarroberos, junto a los morcoyanes y a los oscoyanes, con quienes compartían idioma.
Se los conoció también como chiquillambes, siquillanes y zoquillanes y en Mendoza su asiento principal estaba en las cercanías del cerro Diamante, del río Atuel y de la laguna Llancanelo. En el siglo XVI se hallaban al este de los Andes, en 1658 en un proceso realizado al cacique Yoyarric, el testimonio de un indígena llamado Miguel fue de que: las tierras de los Chiquillanes eran las del Diamante. En el mismo proceso el cacique Juan expresó sobre los indígenas que vivían cerca del Atuel que todos eran puelches y que por las parcialidades se denominaban Morcoyanes, Oscollames y Chiquillames.
Luego se desplazaron hacia el oeste de los Andes desde la provincia de Colchagua hasta el paso Atacalco y el río Diguillín. Para principios del siglo XVIII se habían fusionado completamente con los pehuenches y demás puelches algarroberos. Junto con ellos fueron luego araucanizados por los mapuches.

## Testimonios sobre los chiquillanes
El gobernador de Chile Manuel de Amat y Junyent dice en su Derrotero (publicado cerca 1760) que: son estos indios salvajes y bárbaros, sin trato con los españoles, sino a ciertos tiempos en que los fronterizos comercian con la sal que cuaja en abundancia (...)
En el mapa de América del Sur de 1775 de Juan de la Cruz Cano y Olmedilla los chiquillanes figuran entre los 34° y 35° de latitud sur.
El jesuita Felipe Gómez de Vidaurre en Historia geográfica, natural y civil del Reino de Chile de 1789 dice:

Los chiquillanes se extienden en la parte mas oriental de esta montaña, desde el grado 34 hasta el 34 y medio. Esta tribu poco numerosa es la mas bárbara de todas las chilenas; va cuasi desnuda; su lengua es un idioma chileno muy corrupto y gutural; no se cuida de la agricultura, ni procura hacer provisión alguna para casa. Todo su alimento lo saca de las raíces silvestres y de la caza, por cuyo motivo muda frecuentemente de demora. Cuando aquí escasean éstas, va a otro lugar donde con poco trabajo las puede tener.

El abate Juan Ignacio Molina en su Compendio della storia geografica, naturale e civile del regno del Cile (1776) se refirió a los chiquillanes:

(...) este empleó los tres años que duró su gobierno en oponerse, por una parte a Payneñamcu y por otra a las irrupciones de los Pehuenches y de los chiquillanes, quienes, solicitados por los araucanos, habían principiado a molestar las colonias españolas. Los chiquillanes, que algunos tienen falsamente por aduar de los Pehuenches, habitan al N.E. de éstos, sobre las faldas orientales de los Andes. Estos son los más bárbaros y por consecuencia los menos numerosos de todos los chilenos, pues es cosa cierta que el estado de vida selvática es tanto menos propicio a la población, cuanto es más rústica. Andan casi desnudos o se cubren con pieles de huanaco.